# Gornje Tlamino
Gornje Tlamino (en serbe cyrillique : Горње Тламино ; en bulgare : Горно Тлъмино) est un village de Serbie situé dans la municipalité de Bosilegrad, district de Pčinja. Au recensement de 2011, il comptait 129 habitants. 

## Démographie
| 1948 | 1953 | 1961 | 1971 | 1981 | 1991 | 2002 | 2011 |
| ---- | ---- | ---- | ---- | ---- | ---- | ---- | ---- |
| 860  | 892  | 781  | 688  | 510  | 300  | 184  | 129  |

|  |